# آندریاس ماورر
آندریاس ماورر (آلمانی: Andreas Maurer؛ زادهٔ ۸ مارس ۱۹۵۸) تنیس‌باز اهل آلمان غربی است.